# 天津市外国专家局
天津市外国专家局成立于2005年7月，是中华人民共和国天津市人民政府主管天津全市引进国（境）外智力工作，指导和协调全市人事人才方面的国际交流与合作等管理工作的部门管理机构，2008年由天津市人力资源和社会保障局管理。2018年机构改革后，为天津市科学技术局对外保留的牌子。